# Herbier mycologique

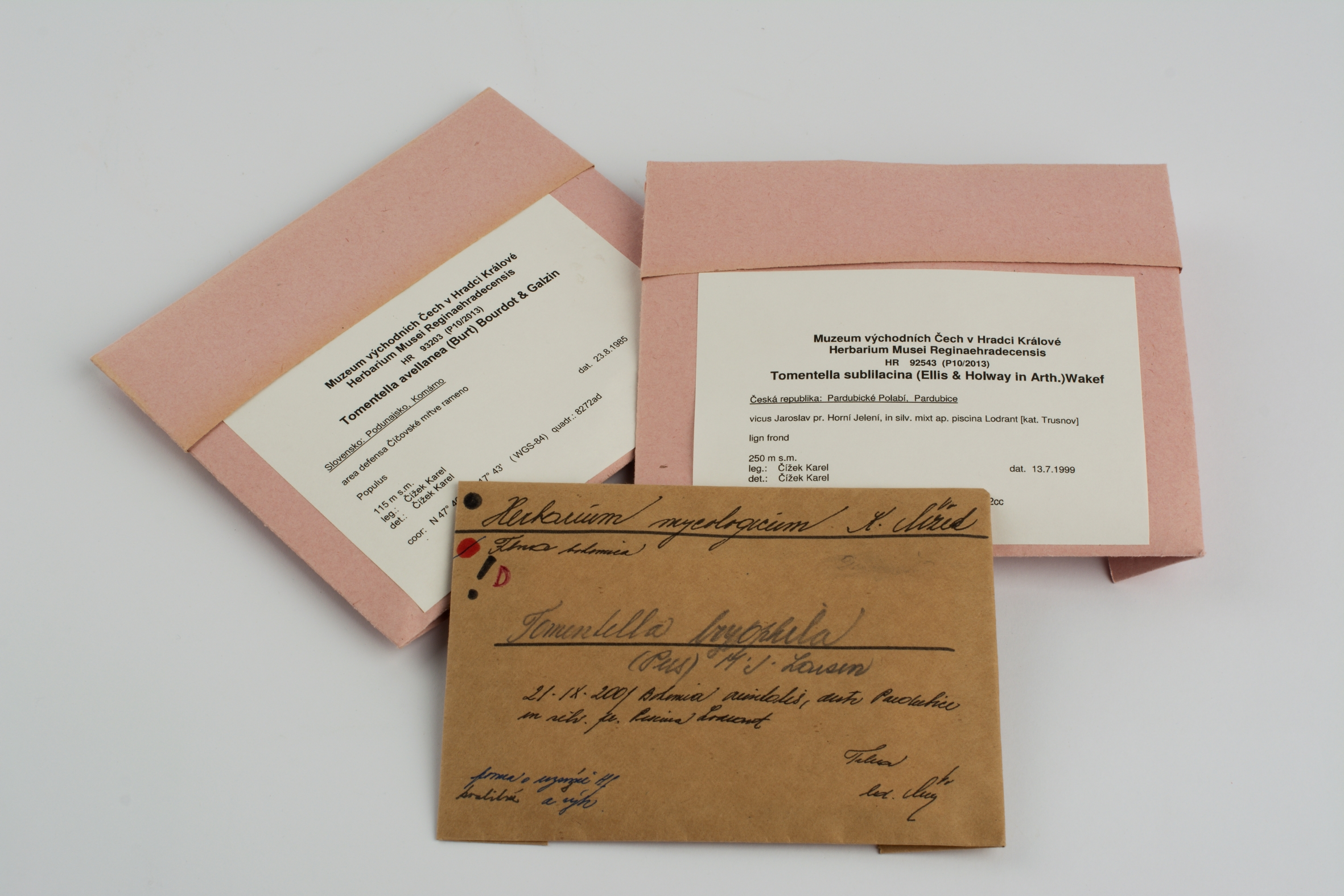
Pochettes de l'herbier mycologique de Karel Čížek dans les collections du Musée de la Bohême orientale à Hradec Králové.

Un herbier mycologique ou fungarium est un herbier destiné aux champignons, c'est-à-dire qu'il s'agit d'une collection de champignons séchés. Il a surtout une valeur comparative et documentaire.

## Description
Le matériel fongique séché est composé d'éléments individuels de champignons. En règle générale, il s'agit de fructifications (entières ou coupées en petits morceaux) ou d'une autre partie correspondante du champignon avec des spores. Dans le cas des micromycètes, ils sont souvent stockés avec une partie du substrat. Pour les espèces utilisées en culture et faisant partie des collections de micro-organismes, des milieux gélosés séchés sont également conservés dans l'herbier. L'herbier mycologique est un des éléments d'une mycothèque, collection de champignons secs ou en culture.

## Conservation
Les fructifications sont placées dans des enveloppes, des pochettes ou des boîtes en papier sur lesquelles une étiquette est apposée. La méthode de stockage suédoise consiste en ce que les spécimens sont placés dans des enveloppes en papier placées dans des boîtes en carton, qui sont ensuite placées dans des boîtes rigides de plus grande dimension. Dans certains cas, les champignons sont conservés dans un milieu liquide dans un cylindre en verre transparent.
Stockés dans un herbier mycologique, les champignons conservent leurs caractéristiques microscopiques, indispensables à la recherche. Cependant, la possibilité de conserver des paramètres tels que la forme ou la couleur est très différente selon les espèces. En règle générale, la forme est préservée par des champignons du genre morilles et cèpes. Les Boletaceae ou les russules conservent la couleur du chapeau. Les Cortinaires conservent leur odeur.
Le but de l'herbier est de documenter l'état de la nature, les changements dans l'abondance d'espèces individuelles ou de groupes de champignons. L'utilisation pour des études taxonomiques est également importante. Si l'espèce n'est décrite que verbalement, mais n'est pas illustrée dans la littérature, l'herbier peut être utilisé pour comparer la nouvelle découverte avec les précédentes et pour la vérifier. Les éléments de l'herbier ont une longue durée de vie si un environnement stable est maintenu et si les parasites sont évités. 
Pour chaque élément, le nom du collecteur, la date de collecte, le lieu (pour les plus récents incluant les coordonnées géographiques afin que le lieu puisse être revisité), le déterminant (celui qui détermine l'espèce), éventuellement les révisions, ainsi que les caractéristiques du biotope et du substrat, sont enregistrés. Les modifications et mises à jour des descriptions et des noms (les espèces peuvent être renommées ou reclassées au fil du temps) sont appelées styles. Il s'agit d'enveloppes en papier dur de format A2 non revêtues, pliées en deux ou en quarts marginaux. Les styles individuels sont généralement classés par ordre alphabétique, d'abord par genre, puis par espèce. L'herbier dispose également d'une base de données de collection (maintenant généralement sous forme électronique) qui facilite la recherche.

## Collections
En Tchéquie, les herbiers mycologiques sont conservés par ordre d'importance au Musée national de Prague, suivi des collections du Musée régional de Moravie à Brno et du Musée régional de Silésie à Opava. Le Musée de la Bohême orientale à Hradec Králové possède un herbier mycologique contenant quelque 25 000 pièces,. Albert Pilát était responsable du développement de l'herbier mycologique du Musée national.